# اتامپیتیا
اتامپیتیا (به لاتین: Ettampitiya) یک منطقهٔ مسکونی در سری‌لانکا است که در استان یووا واقع شده‌است. اتامپیتیا ۱٬۰۶۳ متر بالاتر از سطح دریا واقع شده‌است.